# رنو تیپ ام‌تی
رنو تیپ ام‌تی (Renault Type MT) خودرویی است که در سال‌های ۱۹۲۳ تا ۱۹۲۵توسط رنودر فرانسه تولید شده‌است. طراحی آن خودروهای موتور جلو-محور عقب بوده است.
موتور آن ۹۵۱ سی‌سی سیستم جعبه‌دندهٔ آن ۳ دنده به صورت دستی است.